# 노티시아스 RCN
《노티시아스 RCN》(스페인어: Noticias RCN)는 콜롬비아의 뉴스 프로그램이다.

## 같이 보기
- RCN 텔레비시온